# EXist (Datenbank)
eXist ist eine native XML-Datenbank, die als freie Software unter der GNU Lesser General Public License vertrieben wird. eXist läuft innerhalb einer Java Virtual Machine und ist damit komplett unabhängig vom verwendeten Betriebssystem.
Daten werden in XML als strukturierter Baum dargestellt (nicht in Tabellenform wie z. B. bei relationalen Datenbanken üblich). Innerhalb dieses Baumes kann man sich mit XQuery, der Abfragesprache für XML-Dokumente, bewegen. eXist speichert ein XML-Dokument intern als B+-Baum ab.